# Occupazione alberoniana
L’occupazione alberoniana fu uno dei brevi periodi in cui la Repubblica di San Marino venne occupata militarmente da uno Stato straniero, tra il 1739 e il 1740.

## Storia
Nel 1739 il cardinale Giulio Alberoni, funzionario del Papa presso Ravenna, tentò l'annessione della Repubblica allo Stato della Chiesa.
Il pretesto venne dall'arresto, con l'accusa di ribellione, nel 1737 di alcuni responsabili, tra cui Vincenzo Belzoppi, Marino Ceccoli, Pietro Lolli e Marino Belzoppi, di una congiura finalizzata a ripristinare l'Arengo e rovesciare il potere oligarchico nelle mani del Consiglio Grande e Generale rappresentativo delle sole famiglie patrizie.
Pietro Lolli, come alcuni gli altri cospiratori, era membro di un'importante famiglia e titolare di un'onorificenza del Santuario di Loreto che gli assicurava protezione da parte dello Stato Pontificio. Sulla base di questa protezione, Lolli chiese di essere considerato un suddito del papato e quindi di essere scarcerato per essere giudicato da un tribunale dello Stato della Chiesa. La richiesta non poté essere accolta, in quanto avrebbe significato per la Repubblica una lesione della propria autonomia. La volontà sammarinese di processare in assoluta indipendenza Lolli causò la reazione pontificia.
Inizialmente vi furono delle ritorsioni nei confronti dei cittadini sammarinesi che si recavano nello Stato Pontificio, un tentativo di embargo commerciale e l'arresto di alcuni sammarinesi da scambiare come ostaggi con Lolli. Fallita la possibilità di ricomporre la situazione utilizzando i canali diplomatici, papa Clemente XII inviò a San Marino il cardinale Giulio Alberoni. La strategia pontificia era di presentare l'operazione come un'azione di liberazione della popolazione dal regime oligarchico, temendo le reazioni internazionali di fronte a un'invasione del piccolo Stato.
A questo proposito, lo Stato pontificio poteva contare sull'appoggio di alcune parrocchie, che sensibilizzarono i fedeli nei confronti della figura dell'Alberoni. Infatti, il 17 ottobre 1739 il cardinale entrò a Serravalle con l'appoggio della popolazione festante guidata dal parroco. Non ci fu il coinvolgimento di forze militari, ma solo di qualche accompagnatore personale.
Il cardinale ricevette nello stesso giorno l'atto di sottomissione dei parrocchiani di Serravalle e di Fiorentino. Solo nella serata del 17 ottobre il governo comprese la gravità della situazione e fece radunare le milizie; così, a scopo difensivo, il cardinale fece giungere nella notte un centinaio di uomini da Verucchio e da Rimini che presero facilmente possesso della città. Il governo papalino di Alberoni intendeva ricevere la legittimazione popolare da un'assemblea nella quale i consiglieri e i rappresentanti dei Castelli avrebbero dovuto giurare fedeltà allo Stato Pontificio.
Tuttavia, alla riunione convocata il 25 ottobre presso la pieve, solo una parte della popolazione si dimostrò disponibile a giurare fedeltà al papa, mentre molti rimasero fedeli alle antiche istituzioni repubblicane. Il cardinale mantenne in ogni caso il controllo dello Stato con la forza e attuò delle riforme istituzionali, abolendo la Reggenza e istituendo un governatore nominato dal rappresentante romagnolo dello Stato Pontificio. La Repubblica era sottoposta totalmente all'autorità politica del papato.
La popolazione ricercò così l'appoggio delle potenze europee e anche dello stesso papa, che era dubbioso sulla effettiva bontà dell'azione. Il papa inviò così il governatore di Perugia, monsignor Enrico Enriquez, a verificare l'effettivo appoggio della popolazione. Nel gennaio 1740 Enriquez assunse provvisoriamente il governo e avviò un'indagine presso la popolazione. Constatata l'unanimità in favore della Repubblica, San Marino riottenne ufficialmente l'indipendenza il 5 febbraio 1740, giorno di Sant'Agata.